# Urmas Paet
Urmas Paet (ur. 20 kwietnia 1974 w Tallinnie) – estoński polityk, minister spraw zagranicznych w latach 2005–2014, minister kultury w latach 2003–2005, parlamentarzysta krajowy i europejski.

## Życiorys
W 1996 ukończył nauki polityczne na Uniwersytecie w Tartu, odbył też kurs stosunków międzynarodowych na Uniwersytecie w Oslo. Podczas studiów rozpoczął pracę jako dziennikarz. W latach 1991–1994 pracował w estońskim radiu. Od września 1994 do sierpnia 1999 był redaktorem i dziennikarzem politycznym w dzienniku „Postimees”.
W 1999 zaangażował się w działalność polityczną w ramach Estońskiej Partii Reform. Od września do listopada 1999 pełnił funkcję doradcy tego ugrupowania. W 1999 po raz pierwszy został radnym Tallinna, do 2003 stał na czele administracji dzielnicy Nõmme.
Od kwietnia 2003 do kwietnia 2005 zajmował stanowisko ministra kultury w rządzie premiera Juhana Partsa. 13 kwietnia 2005 został ministrem spraw zagranicznych w gabinecie Andrusa Ansipa. Zachował to stanowisko w kolejnym rządzie tego premiera, powołanym po wyborach parlamentarnych i zaprzysiężonym w kwietniu 2007. W 2011 został posłem do Riigikogu XII kadencji, jednocześnie w kwietniu tego samego roku po raz kolejny objął tekę ministra spraw zagranicznych. Utrzymał to stanowisko również w powołanym w marcu 2014 rządzie Taaviego Rõivasa.
Zakończył urzędowanie w związku z objęciem w listopadzie 2014 mandatu posła do Parlamentu Europejskiego VIII kadencji w miejsce Andrusa Ansipa. W 2019 został wybrany do Europarlamentu IX kadencji.
W 2019 i 2023 ponownie uzyskiwał mandat poselski do estońskiego parlamentu (jednak rezygnował z jego objęcia). W 2024 z powodzeniem ubiegał się o reelekcję w wyborach europejskich.

## Życie prywatne
Urmas Paet jest żonaty, ma dwoje dzieci.

## Odznaczenia
- Medal Rady Bałtyckiej – 2014[6]